# Castelo de Castalla

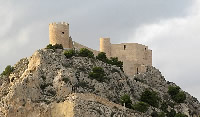
Castelo de Castalla, Espanha

O Castelo de Castalla localiza-se no município de Castalla, na província de Alicante, comunidade autónoma da Comunidade Valenciana, na Espanha.
Ergue-se no alto de um monte, em posição dominante sobre a povoação e o curso do rio Verde.

## História
A primitiva ocupação humana de seu sítio remonta a um castro Neolítico. Foi reocupado sucessivamente pelos Iberos, Romanos, Muçulmanos (século XI) e Cristãos (séculos XIV a XVI).
A actual estrutura remonta ao final da Baixa Idade Média e ao início da Idade Moderna.

## Características
O castelo apresenta planta com formato alargado, delimitada por lances de muralhas rectilíneas de taipa, reforçadas por cubelos cilíndricos. Divide-se em três conjuntos principais: o palácio, a torre de menagem (denominada de “Torre Grossa”), e as muralhas.
No recinto, de grandes dimensões, são visíveis outras torres e troços de muralhas, dependências dispersas na parte central, assim como uma cisterna também de grandes dimensões.
O palácio, construção dos séculos XIV e XV, ergue-se na parte mais larga. De planta rectangular, com duas torres circulares dispostas em diagonal, desenvolve-se ao redor de um pátio, sob o qual se abre uma cisterna.
A chamada "Torre Grossa", do século XVI, ergue-se na parte central do recinto. De planta circular, erguida em taipa, apresenta o seu acesso emuldurado por silharia com aduelas, observando-se também os restos de molduras góticas nas janelas.
A muralha principal, foi o último elemento incorporado à fortificação, concluída na segunda metade do século XVI.